# Danny Lopez
Pour les articles homonymes, voir Lopez.
Danny Lopez est un boxeur mexicano-américain né le 6 juillet 1952 à Fort Duchesne, Utah.

## Carrière
Il devient champion du monde des poids plumes WBC le 6 novembre 1976 en battant aux points David Kotey et conserve 8 fois sa ceinture jusqu'au 2 février 1980, date à laquelle il s'incline au 13e round face au mexicain Salvador Sánchez. Il met un terme à sa carrière l'année suivante après avoir perdu le combat revanche.

## Distinctions
- Danny Lopez est membre de l'International Boxing Hall of Fame depuis 2010.
- Lopez - Ayala est élu combat de l'année en 1979 par Ring Magazine.